# 3rd -Moment-
『3rd -Moment-』（サード・モーメント）は、2024年2月21日にアップフロントワークス（zetimaレーベル）から発売したつばきファクトリーの3枚目のオリジナルアルバム。

## 概要
- シングル曲を集めたDISC.1と、アルバム用の曲およびリリース前に卒業した浅倉樹々、山岸理子、岸本ゆめのによる各配信用ソロ曲を収録したDISC.2による2枚組。
  - リリース前に加入した石井泉羽、村田結生、土居楓奏を除いた9人体制でのアルバムだが、アルバム用に用意された新曲以外には浅倉樹々・山岸理子・岸本ゆめの在籍時の曲もある。また、新沼希空・八木栞にとっては本作が最後の参加アルバムである。
- Blu-ray付属の初回生産限定盤A・Bと通常盤の3形態で発売。
  - 初回生産限定盤Aでは、8thシングル以降のシングル曲全バージョンのMVクリップス、岸本ゆめの歌唱動画、ジャケット撮影メイキング映像を収録したBlu-ray、フォトブックを付属。
  - 初回生産限定盤Bでは、『つばきファクトリーの夏祭り2023 〜灼熱〜(8月24日 河口湖ステラシアター)』のライブ映像を収録したBlu-ray、ブックレットを付属。

## 収録曲

### Disc.1（全盤共通）
1. 涙のヒロイン降板劇 [4:17]
  - 作詞：山崎あおい、作曲：Shusui/Josef Melin、編曲：Josef Melin
  - 8thシングル。
2. ガラクタDIAMOND [4:12]
  - 作詞：森由里子、作曲：馬飼野康二/鎌田俊哉、編曲：炭竃智弘
  - 8thシングル。
3. 約束・連絡・記念日 [4:26]
  - 作詞：児玉雨子、作曲：星部ショウ、編曲：大久保薫
  - 8thシングル。
4. アドレナリン・ダメ [3:35]
  - 作詞：児玉雨子、作曲：中島卓偉、編曲：炭竃智弘
  - 9thシングル。
5. 弱さじゃないよ、恋は [4:30]
  - 作詞：山崎あおい、作曲：Shusui/Josef Melin、編曲：Josef Melin
  - 9thシングル。
6. アイドル天職音頭 [4:06]
  - 作詞・作曲：星部ショウ、編曲：大久保薫
  - 9thシングル。
7. 間違いじゃない 泣いたりしない [4:00]
  - 作詞：西野蒟蒻、作曲・編曲：Shusui・Albin Hillborg・Anders Dannvik
  - 10thシングル。
8. スキップ・スキップ・スキップ [3:38]
  - 作詞：児玉雨子、作曲：KOUGA、編曲：鈴木俊介
  - 10thシングル。
9. 君と僕の絆 feat.KIKI [4:59]
  - 作詞・作曲：中島卓偉、編曲：宮永治郎
  - 10thシングル。
10. 勇気 It's my Life! [3:47]
  - 作詞：山崎あおい、作曲：Shusui/Samuel Waermo/Stefan Eksted、編曲：Stefan Eksted
  - 11thシングル。
11. 妄想だけならフリーダム [3:30]
  - 作詞：児玉雨子、作曲・編曲：板垣祐介
  - 11thシングル。
12. でも…いいよ [3:58]
  - 作詞：西野蒟蒻、作曲：Erik Lidbom/Julie Yu、編曲：Erik Lidbom
  - 11thシングル。

### Disc.2（全盤共通）
1. Power Flower 〜今こそ一丸となれ〜 [4:19]
  - 作詞・作曲：SHOCK EYE、編曲：草野将史
  - 新曲。
  - 日本ホッケー協会公認 ホッケー日本代表応援ソング[5]
2. Stay free & Stay tuned [3:22]
  - 作詞・作曲：中島卓偉、編曲：炭竃智弘
  - 新曲。
3. 七分咲きのつづき [3:41]
  - 作詞：山崎あおい、作曲・編曲：KOUGA
  - 2023年4月15日より開催されていたコンサートツアー『つばきファクトリー CONCERT TOUR 〜シュンカン〜』よりライブ用として先行披露されていた楽曲。山岸理子・岸本ゆめのも参加している。
4. EZPZ!! [3:10]
  - 作詞：井筒日美、作曲：Shusui/Samuel Waermo/Stefan Ekstedt、編曲：Stefan Ekstedt
  - 新曲。
5. サマー・チャレンジャー [4:47]
  - 作詞：児玉雨子、作曲：中島卓偉、編曲：板垣祐介
  - 2022年8月25日に開催された単独ライブ『つばきファクトリーの夏祭り 2022 〜灼熱〜』よりライブ用として先行披露されていた楽曲。山岸理子・岸本ゆめの・浅倉樹々も参加している。
6. 雨宿りのエピローグ [3:55]
  - 作詞：山崎あおい、作曲・編曲：KOUGA
  - 新曲。
7. アタシリズム [3:52]
  - 作詞：児玉雨子、作曲：星部ショウ、編曲：荒幡亮平
  - 2023年11月6日に開催された単独コンサート『つばきファクトリー コンサートツアー 2023秋 可惜夜〜山岸理子・岸本ゆめの 卒業スッぺシャル〜暁』よりライブ用として先行披露されていた楽曲。山岸理子・岸本ゆめのも参加している。
8. 君と僕の絆 [5:00]
  - 作詞・作曲：中島卓偉、編曲：宮永治郎
  - 10thシングルの別バージョン。2022年8月25日に開催された単独ライブ『つばきファクトリーの夏祭り 2022 〜灼熱〜』よりライブ用として先行披露されていた楽曲。山岸理子・岸本ゆめの・浅倉樹々も参加している。
9. You're My Friend feat.KIKI [5:57]
  - 作詞：岩里祐穂、作曲：AKIRASTAR、編曲：荒幡亮平
  - 浅倉樹々のソロ配信曲で、Buono!の曲のカバー。
10. かっちょ良い歌 [4:14]
  - 作詞・作曲：つんく、編曲：朝井泰生
  - 山岸理子のソロ配信曲で、ハロー!プロジェクト モベキマスの曲のカバー。
11. BE [5:43]
  - 作詞・作曲：つんく、編曲：湯浅公一
  - 岸本ゆめののソロ配信曲で、Berryz工房の曲のカバー。

### 初回生産限定盤A付属Blu-ray収録内容
1. 涙のヒロイン降板劇(Music Video)
2. 涙のヒロイン降板劇(Dance Shot Ver.)
3. 涙のヒロイン降板劇(Close-up Ver.)
4. ガラクタDIAMOND(Music Video)
5. ガラクタDIAMOND(Dance Shot Ver.)
6. ガラクタDIAMOND(Close-up Ver.)
7. 約束・連絡・記念日(Music Video)
8. 約束・連絡・記念日(Dance Shot Ver.)
9. 約束・連絡・記念日(Close-up Ver.)
10. アドレナリン・ダメ(Music Video)
11. アドレナリン・ダメ(Dance Shot Ver.)
12. アドレナリン・ダメ(Close-up Ver.)
13. 弱さじゃないよ、恋は(Music Video)
14. 弱さじゃないよ、恋は(Dance Shot Ver.)
15. 弱さじゃないよ、恋は(Close-up Ver.)
16. アイドル天職音頭(Music Video)
17. アイドル天職音頭(Dance Shot Ver.)
18. アイドル天職音頭(Close-up Ver.)
19. 間違いじゃない 泣いたりしない(Music Video)
20. 間違いじゃない 泣いたりしない(Dance Shot Ver.)
21. 間違いじゃない 泣いたりしない(Close-up Ver.)
22. 間違いじゃない 泣いたりしない(feat.浅倉樹々 Ver.)
23. スキップ・スキップ・スキップ(Music Video)
24. スキップ・スキップ・スキップ(Dance Shot Ver.)
25. スキップ・スキップ・スキップ(Close-up Ver.)
26. スキップ・スキップ・スキップ(feat.浅倉樹々 Ver.)
27. 君と僕の絆 feat.KIKI(Music Video)
28. 君と僕の絆 feat.KIKI(Dance Shot Ver.)
29. 君と僕の絆 feat.KIKI(Close-up Ver.)
30. 君と僕の絆 feat.KIKI(You & KIKI Ver.)
31. 勇気 It's my Life!(Music Video)
32. 勇気 It's my Life!(Dance Shot Ver.)
33. 勇気 It's my Life!(Close-up Ver.)
34. 勇気 It's my Life!(RIKO YAMAGISHI Ver.)
35. 妄想だけならフリーダム(Music Video)
36. 妄想だけならフリーダム(Dance Shot Ver.)
37. 妄想だけならフリーダム(Close-up Ver.)
38. 妄想だけならフリーダム(RIKO YAMAGISHI Ver.)
39. でも…いいよ(Music Video)
40. でも…いいよ(Dance Shot Ver.)
41. でも…いいよ(Close-up Ver.)
42. でも…いいよ(RIKO YAMAGISHI Ver.)

#### 特典映像
1. Say! Hello!【岸本ゆめの歌唱動画】
2. きずな【岸本ゆめの歌唱動画】
3. REAL LOVE【岸本ゆめの歌唱動画】
4. ジャケット撮影メイキング映像

### 初回生産限定盤B付属Blu-ray つばきファクトリーの夏祭り2023 〜灼熱〜(8月24日 河口湖ステラシアター)ライブ映像
1. OPENING
2. アイドル天職音頭
3. MC
4. Come with me
5. ソラシド〜ねえねえ〜
6. 都会っ子 純情
7. 夏わかめ
8. 「忘れたくない夏」
9. サンバ!つばきジャネイロ
10. MC
11. 明日テンキになあれ
12. 夏ダカラ!
13. スキちゃん
14. ふるさと
15. サマー・チャレンジャー
16. 勇気 It's my Life!
17. MC
18. 妄想だけならフリーダム
19. 断捨ISM
20. アドレナリン・ダメ
21. マサユメ
22. 今夜だけ浮かれたかった
23. 君と僕の絆
24. MC
25. ハッピークラッカー